# Краузе Ольга Леопольдівна
Ольга Леопольдівна Краузе (народилася 15 березня 1953, Ленінград, СРСР) — радянська та російська поетка, авторка-виконавиця, представниця ленінградського андеграунду,  ⁣, а також активістка ЛГБТ-руху

## Біографія
Ольга Краузе народилася 15 березня 1953 року в Ленінграді, СРСР. Вона була першою дитиною в родині інженерів-залізничників: її батько, Леопольд Краузе, був обрусілим австрійцем, а мати, Ната Григорович — напівєврейкою, напівполькою. У дитинстві, в 1950-х і 1960-х роках, Ольга разом із батьками багато подорожувала по всьому Радянському Союзу
Наприкінці 1960-х років вона закінчила середню школу №75 у Дніпропетровську. Після цього переїхала до Ленінграда, де навчалася в хоровій школі та відвідувала студію при Будинку Культури імені Кірова та абонементні лекції в Ермітажі.

## Літературна та музична діяльність
Перші вірші Ольги Краузе були опубліковані в місцевій газеті «Гатчинська правда».  З 1970-х по 1990-ті роки вона брала активну участь у діяльності різних театральних та літературних об'єднань, зокрема театр-клубу «Субота», клубу «Пісня» Бориса Потьомкіна, ЛІТО Семена Ботвінника. З 1974 року займалася в ЛІТО Олександра Кушнера.  Була однією з організаторок творчого об'єднання «ЕТАП» (Експериментальний кооператив авторів пісень) та членкинею літературного об'єднання «Маяк». 
Ольга Краузе також виступала як фолк-співачка. Її пісня 1980-х років «Де ти впав?» розповідає про радянського солдата, який згорів живцем у танку під час радянсько-афганської війни. [2]  2006 року вона видала книгу «Мій шлях у музиці». Автобіографічна розповідь була перевидана  2009 року в розширеному варіанті під назвою «Отпетая жизнь» (приблизно перекладається як «важке музичне життя»).  2007 року московське видавництво «Квір» опублікувало антологію «Йо-моє». [13] З того часу вона публікувала інші вірші та прозу онлайн та самостійно.

## Суспільна діяльність та ЛГБТ-активізм
Ольга Краузе — відкрита лесбійка. У 1980-х роках вона організувала в Ленінграді «Клуб незалежних жінок», який займався взаємодопомогою лесбійкам та самотнім матерям.
Разом із мистецтвознавицею Ольгою Жук брала участь у створенні журналу «Гей, слов'яни!» (англ. Hey, Slavs!)
У жовтні 1991 року Ольга Краузе разом із професором Олександром Кухарським співзаснувала першу в РРФСР офіційну ЛГБТ-організацію «Асоціація захисту прав геїв та лесбіянок „Крила“», зареєстровану 9 жовтня 1991 року..  Після того як вона з'явилася на телебаченні, її звільнили з роботи

## Професійна діяльність та життя після Ленінграда
До початку своєї літературної та активістської діяльності Краузе працювала в комсомольському трудовому таборі, а потім операторкою друкарського верстата на паперовій фабриці Пізніше працювала в універмазі «Гостинний двір» у Ленінграді.
Після звільнення з роботи вона переїхала до Харкова, Україна. [2]  Там Ольга Краузе пережила повномасштабне вторгнення Росії в Україну у 2022 році. [8] Частина її щоденників, присвячених війні, були опубліковані  2023 року.
З 2022 року вона перебувала в Лібенау, Німеччина, підтримуючи українських біженців. Цікавим фактом з її біографії є те, що після неочікуваного розриву стосунків вона поспішно вийшла заміж за чоловіка, але розлучилася з ним через три дні.  Пізніше, знайшовши посвідчення особи, яке загубив солдат-чоловік, вона підробила на ньому свою фотографію, використала посвідчення чоловіка та вийшла заміж за свою дівчину
Вологодська письменниця Галина Щекіна відгукується про Краузе так: 
«На оприлюднення правди про себе потрібна велика сміливість, так що Ольга насамперед — мужня людина, та талановита».

## Дискографія
Ольга Краузе. Стихи и песни
Две луны
Сорвалась с цепи, 2005
Вот почему! 2006
Золотая коллекция 2011
Иволга 2011 
Романсы 2012 
Ольга Краузе читает стихи 2012